# Slagterregningen
Slagterregningen er en dansk stum komediefilm fra 1909 produceret af Nordisk Films Kompagni. Filmens instruktør er ukendt.

## Handling
En kunstmaler har svært ved at betale sine regninger, særlig regningerne fra slagter Spæk. Det lykkes dog maleren at overtale slagteren til at kvittere regningen, mod at male et portræt at slagteren. Slagteren er dog en travl mand, og maleren må derfor male, når det er muligt. Maleren bliver færdig og maleren modtager herefter mange bestillinger på flere portrætter.